# Oroszgejőc
Oroszgejőc (ukránul: Руські Геївці) település Ukrajnában, Kárpátalján, az Ungvári járásban.

## Fekvése
Csaptól 8 km-re északra fekvő település.

## Története
2020-ig közigazgatásilag Nagygejőchöz tartozott.

## Népesség
Ukrán, ruszin település, 180 fő körüli lakossal.

## Nevezetességek
- Víztározó - A 25 hektár területet magában foglaló víztározó Oroszgejőc, Szürte, Rát és Téglás határán fekszik.